# بوبي تايلور (لاعب هوكي الجليد)
بوبي تايلور هو لاعب هوكي الجليد كندي، ولد في 24 يناير 1945 في كالغاري في كندا.

## وصلات خارجية
- بوبي تايلور على موقع دوري الهوكي الوطني (الإنجليزية)
- بوبي تايلور على موقع قاعة مشاهير الهوكي (لاعب أن.إتش.أل) (الإنجليزية)
- بوبي تايلور على موقع EliteProspects.com (الإنجليزية)
- بوبي تايلور على موقع HockeyDB.com (الإنجليزية)
- بوبي تايلور على موقع Hockey-Reference.com (الإنجليزية)